# マルタンヤンマ
マルタンヤンマ（Anaciaeschna martini）は、蜻蛉目（トンボ目）・ヤンマ科の昆虫である。和名の由来は、フランスのトンボ学者R.Martinに献名された事による。

## 形態

### 成虫
オスは全長65-81 mm、腹長43-57 mm、後翅長41-47 mm、メスは全長72-84 mm、腹長53-63 mm、後翅長44-50 mmであり、同属のトビイロヤンマより一回り大きい。
体色は褐色でオスメスとも未成熟だと、斑紋は黄色。成熟したオスは斑紋と複眼がコバルトブルー、成熟したメスでは斑紋が緑色になる。成熟すると翅の褐色さが増し、特にメスでは基部に顕著である。

### 幼虫
体長34-38 mm。

## 生態
平地から丘陵地の沼沢地に生息する。成虫は夕暮れや早朝に活動し、高速で飛翔する。

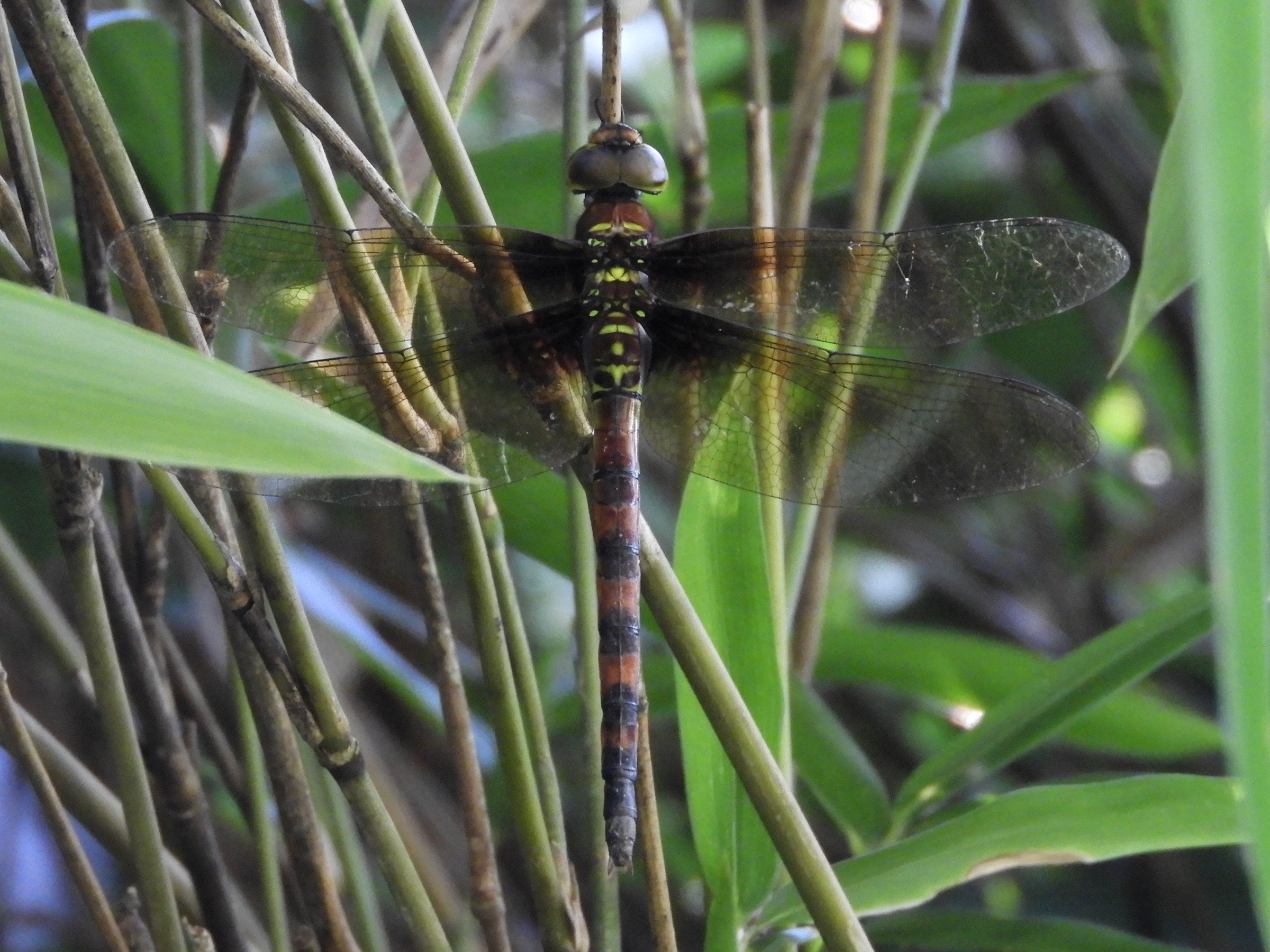
日中日陰で休むメス
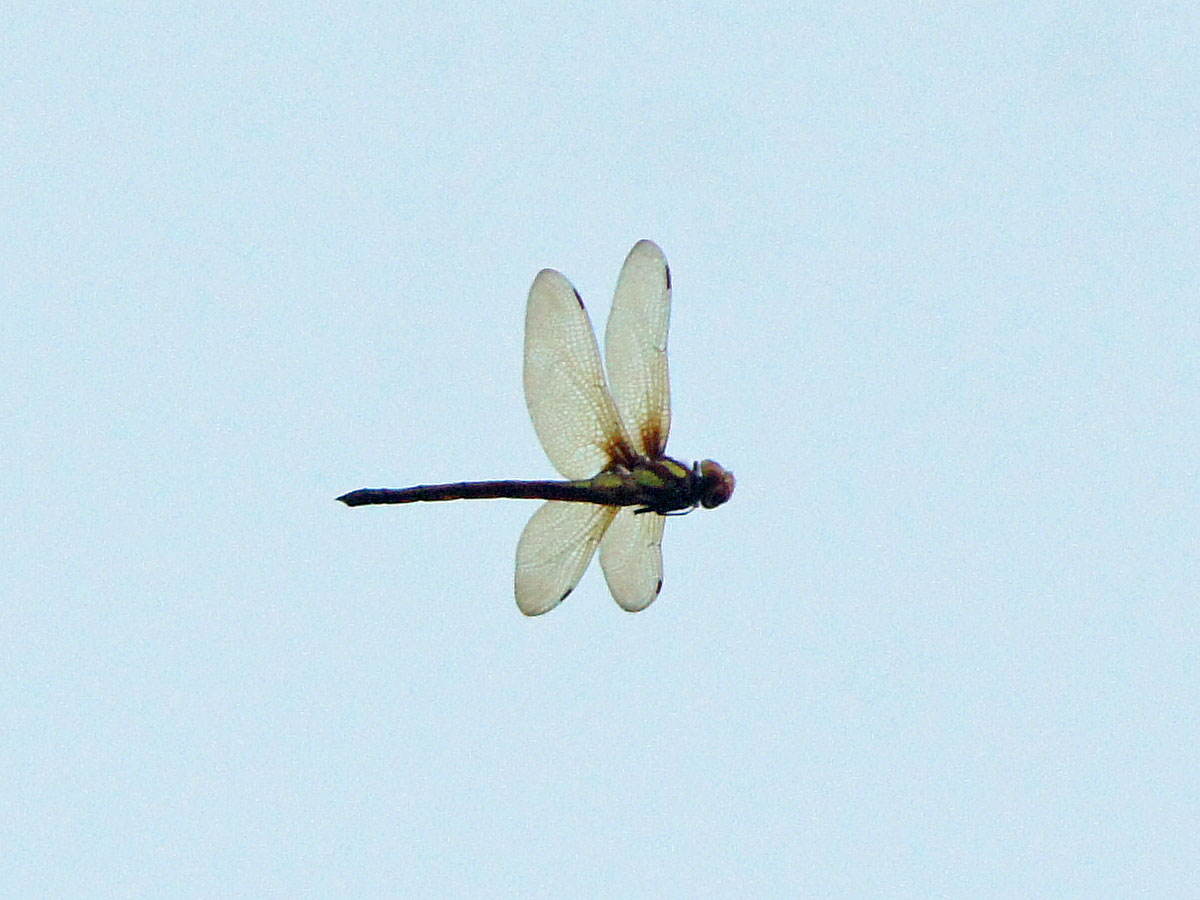
黄昏飛翔中のメス

## 分布
日本（北海道や東北より南の地域だが、東北でも散見される。琉球では屋久島、種子島、それに奄美大島に分布する）・朝鮮・台湾・中国・ベトナム・タイ・インド・ネパール・ブータン